# Dead Silence Hides My Cries
Dead Silence Hides My Cries fue una banda bielorrusa de metalcore sinfónico fundada por Matvei Fedorenchik en Minsk, Bielorrusia en 2009.

## Historia
En 2009 se funda la banda por manos de Matvei Fedorenchik siendo el vocalista principal de la banda, pero recluta al guitarrista Evgeny Gewrasew, el bajista Igor, el baterista Sergey y el guitarrista Vlad Yukhnel para su primer concierto en marzo del 2009. En diciembre del 2009 lanzan su primer trabajo, un sencillo titulado Everyone Burns in This Hell. La banda se contactaba con prestigiosos sellos discográficos como Sumerian Records y StandBy Records, pero no firmó con ninguna de aquellas por razones inciertas.
En diciembre de 2010 lanza el álbum The Wretched Symphony (Deluxe Edition), ya que el anterior no tenía la calidad auditiva como hoy en día. La formación de la banda sufrió varios cambios, ya que algunos se iban, otros se venían, como el baterista Ilya Matusevich, el guitarrista Maxim Chapliuk y el tecladista Nikita Zwonstsow. A mediados del 2011 aparece el álbum The Wretched Symphony de 14 canciones. Hasta que en febrero del 2013 firman para el sello Artery Recordings pudiendo lanzar su segundo álbum llamado The Symphony of Hope.
En enero de 2020 anunciaron el fin de la banda, dejando publicados algunos demos de lo que iba a ser el siguiente álbum.

## Miembros
| Formación final - Ilya Studenok - Voz - Nikita Zvontsov - Teclado - Ilya Matusevich - Batería - Alexander Pronin - Bajo | Antiguos miembros - Maxim Yudichev - Voz - Evgeny Gewrasew - Guitarra - Maxim Chapliuk - Guitarra - Vlad Yukhnel - Guitarra - Igor - Bajo - Joel Tock - Bajo, voz - Matvei Fedorenchik - Bajo, voz - Sergey - Batería - Alex Khomovnenko - Batería |

## Discográfia

### Álbumes de estudio
- 2010 - The Wretched Symphony
- 2011 - The Wretched Symphony (Deluxe Edition)
- 2013 - The Symphony of Hope

### Singles
- 2012 - My Hard and Long Way Home

- 2013 - The Guiding Light

- 2016 - Take My Heart

### Demos
- 2010  Demo

### Compilación
- 2013 - Press Start (8 Bit Covers)